# ボンバー森尾
ボンバー 森尾（ボンバー もりお、本名：森尾 直明、1963年12月10日 - ）は、日本の声優、ナレーター、リングアナウンサー。株式会社ディクトリー代表取締役。大阪府出身。森尾ナオアキ名義での活動もある。

## 経歴
大学在学中の1985年に劇団感劇荘を旗揚げ。1987年に大阪府から上京して劇団五月舎に入団。その後は舞台俳優として活動するが、1990年に東京俳優生活協同組合（俳協）、その後RMEへ移籍。活動を現在の場に移す。
2006年に株式会社ディクトリーを設立。同時にワークショッププロダクション「ボイスワーク」を主宰し新人の育成にも取り組んでいる。
2021年11月1日よりユカイナル合同会社と業務提携開始。2022年11月30日に同社が解散となったことで、提携も解消された。

## 人物
声種はバリトン。方言は大阪弁。
K-1絶頂期のリングアナウンサーを務めていた。
そのほか、テレビ番組などのナレーション、番組キャスター、イベントMCなどでも活躍。
特技は空手、大道芸。

## 出演

### テレビアニメ
- ビューティフル ジョー（2005年、ハーマン）
- イクシオン サーガ DT（2012年、司会者）

### 吹き替え
- iCarly
- アルマゲドン2012 マーキュリー・クライシス（マーシャル）
- イ・サン
- 月のひつじ（ケネディ、アームストロング）
- ドクター・フー（ビッグブラザー）

### 特撮
- 特捜ロボ ジャンパーソン（1993年、ナレーション）
- ウルトラマンコスモスVSウルトラマンジャスティス THE FINAL BATTLE（2003年、ナレーション）
- 爆竜戦隊アバレンジャー（2003年、トリノイド3号テンサイキックの人間体及び声）
- ウルトラQ dark fantasy（2004年） ※森尾ナオアキ名義

### その他
- こどもにんぎょう劇場「ブレーメンの音楽隊」（NHK）- 泥棒の子分
- ヒップでダダーン（テレビ東京）- 実況アナウンサー ※この番組で本人の「ボンバ～」の掛け声が定着し今の芸名になる。
- 北京へ オグシオの挑戦（テレビ東京）- ナレーション
- おもいッきりテレビ（日本テレビ）- ナレーション
- 本物は誰でショー（ナレーション）
- 財部ビジネス研究所（BS日テレ）- ナレーション
- NNNニュースプラス1特集コーナー（日本テレビ）- ナレーション
- 世界の果てまでイッテQ!（日本テレビ）- 出演
- 激生!スポーツTODAY（テレビ東京）- Jリーグ担当キャスター
- K-1 - リングアナウンサー
- NEWS23X（TBS）- ナレーション　※森尾ナオアキ名義
- サッカーTV プレミアム（BSジャパン）- ナレーション
- お達者ライフ（テレビ東京） - ナレーション
- 英雄たちの選択（NHK BS）- 声の出演　※森尾ナオアキ名義
- ABEMA的ニュースショー（AbemaTV） - ナレーション・ボイスオーバー
- 真券・競輪魂（SPEEDチャンネル）- ナレーション
- 声優だって旅します - ナレーション
- チバニアンレディオ（SKYWAVE FM）
  - その他、SKYWAVE FMにはディクトリー門下のタレントを多数出演させている。